# أسامي كونو
أسامي كونو (باليابانية: 紺野あさ美 ) (و. 1987  م) هي مغنية، وممثلة، ومذيعة يابانية، ولدت في سابورو، وهي عضوةٌ في مورنينغ موسومي (26 أغسطس 2001–23 يوليو 2006).

## التعليم
تعلمت في جامعة كيئو.

## وصلات خارجية
- أسامي كونو على موقع IMDb (الإنجليزية)
- أسامي كونو على موقع ميوزك برينز (الإنجليزية)
- أسامي كونو على موقع ديسكوغز (الإنجليزية)
- أسامي كونو على موقع قاعدة بيانات الفيلم (الإنجليزية)
- أسامي كونو في قاعدة بيانات الأفلام على الإنترنت